# 馬輿
馬輿（1448年—1520年），字良載，直隸蘇州衛人，守禦嘉興千戶所官籍，明朝政治人物。

## 生平
成化二十二年（1486年）丙午科浙江鄉試第三十四名舉人。成化二十三年（1487年）中式丁未科二甲第四十八名進士。会宪庙升遐，奉诏采修江南实录，还授授南京都察院理刑知县，弘治三年（1490年）六月實授南京山西道监察御史，擢知南阳府，调知汉阳，未几以亲老乞休。正德十五年卒，年七十三。

## 家族
曾祖馬安道；祖父馬道榮，原为苏州人，迁居嘉兴；父馬驤，封南京监察御史；母葉氏，封孺人。